# Kunagrünberg
Kunagrünberg ist eine Gegend im Ennstal in der Steiermark, und gehört zu den Gemeinden Aich und Michaelerberg-Pruggern im Bezirk Liezen.

## Geographie
Kunagrünberg befindet sich zwischen Gröbming (Hauptort) und Aich (Hauptort), nördlich von Pruggern (Hauptort). Sie liegt am Kulm, dem Bergsporn am Südfuß des Kemetgebirges, links im Tal, auf um die 850–900 m ü. A. Höhe.
Die Ortslage umfasst einen kleinen Weiler mit zwei Gehöften, der zur Gemeinde Aich gehört, und wenige zerstreute Häusern östlich unterhalb, die zu Pruggern gehören (Adressen Kunagrünbergstraße).
|                      |                                             | Kulm (Gem. Michaelerberg-Pruggern)              |
|                      | Kompassrose, die auf Nachbargemeinden zeigt | Einöd (Gem. Michaelerberg-Pruggern u. Gröbming) |
| Kunagrün (Gem. Aich) | Pruggern (Gem. Michaelerberg-Pruggern)      |                                                 |

## Geschichte und Persönlichkeiten
Der Ortsname Kunagrün ist eine Verballhornung aus Gundackaringen. Die Ortslage selbst ist schon 1147 als „apud … villam Gundacheringen“ („oberhalb Kunagrün“) urkundlich. Die Namen ob Kunagrün oder am Kunagrünberg haben sich neuzeitlich erhalten. Es handelt sich um die beiden Huben Berger (Hnr. 7) und  Klemmer (Hnr. 8). Zum letzteren Hof findet sich eine erhaltene Bauteil-Datierung 1696.
Persönlichkeiten:
- Peter Gruber (* 1955, Rottenmann), Autor – hier aufgewachsen[5]